# Allan in Wonderland
Allan in Wonderland è il quarto album studio del cantante statunitense Allan Sherman pubblicato nel 1964.

## Tracce

### Lato A
1. Skin - 2:25 (parodia di Heart dal film Damn Yankees!)
2. Lotsa Luck - 2:52
3. Green Stamps - 2:34 (parodia di Green Eyes)
4. Holiday for States - 1:36 (parodia di Holiday Strings di David Rose)
5. You Need an Analyst - 3:17 (parodia di I've Got a Little List da The Mikado)
6. The Drop-Outs March

### Lato B
1. I Can't Dance - 2:00 (parodia di Norwegian Dance Number 2)
2. Night and Day (with  Punctuation Marks) - 3:11 (parodia di Night and Day
3. Little Butterball - 1:45 (parodia di Little Buttercup)
4. Good Advice - 8:28